# DJ Antoine
Antoine Konrad (23 de junho de 1975), mais conhecido como DJ Antoine, é um DJ e produtor suíço. Passou vários anos de sua carreira dedicando-se a cena Hip Hop, Disco e Garage, na cidade de Basileia, até mais tarde descobrir a House music e se tornar um fenômeno mundial.
Em 1999 ficou conhecido graças ao single "Do It", que seria apenas o começo do seu sucesso, confirmado com uma vitória no Ericsson Dance Music Award de 2001. Em 2005 lançou o single "All We Need", que marcou presença nos charts e pistas de todo o mundo, e foi seguido pelo single "Arabian Adventure", lançado no ano seguinte.
Com a ajuda de seu amigo Fabio Antoniali, mais conhecido como Mad Mark, DJ Antoine também faz remixes para outros grandes nomes da House music, como Roger Sanchez e ATB. Em 2007, DJ Antoine lança o single "This Time", e em 2011, os singles "Welcome to St. Tropez" e "Sunlight", hits no mundo inteiro.
Nos Swiss Music Awards 2012 , DJ Antoine venceu a categoria "Best Album Dance National" com o álbum "DJ Antoine - 2011".
Em 2013 lançou seu novo álbum "Sky is the Limit" com hits tocados no mundo inteiro.

## Discografia

### Álbuns de estúdio
| Título                                                                                        | Detalhe do álbum                                                                          | Posições em paradas músicais | Posições em paradas músicais | Posições em paradas músicais | Posições em paradas músicais | Posições em paradas músicais | Certificações                    |
| Título                                                                                        | Detalhe do álbum                                                                          | SUI                          | AUT                          | BEL                          | FRA                          | ALE                          | Certificações                    |
| --------------------------------------------------------------------------------------------- | ----------------------------------------------------------------------------------------- | ---------------------------- | ---------------------------- | ---------------------------- | ---------------------------- | ---------------------------- | -------------------------------- |
| Stop!                                                                                         | - Lançamento: 25 de abril de 2008 - Gravadora: Phonag - Formatos: CD, digital download    | 4                            | —                            | —                            | —                            | —                            | - IFPI SWI: Ouro                 |
| 2008                                                                                          | - Lançamento: 13 de junho de 2008 - Gravadora: Phonag - Formatos: CD, digital download    | 1                            | —                            | —                            | —                            | —                            | - IFPI SWI: Ouro                 |
| A Weekend At Hotel Campari                                                                    | - Lançamento: 26 de setembro de 2008 - Gravadora: Phonag - Formatos: CD, digital download | 4                            | —                            | —                            | —                            | —                            | - IFPI SWI: Ouro                 |
| 2009                                                                                          | - Lançamento: 27 de março de 2009 - Gravadora: Phonag - Formatos: CD, digital download    | 1                            | —                            | —                            | —                            | —                            | - IFPI SWI: Ouro                 |
| Superhero?                                                                                    | - Lançamento: 12 de junho de 2009 - Gravadora: Phonag - Formatos: CD, digital download    | 2                            | —                            | —                            | —                            | —                            |                                  |
| 17900                                                                                         | - Lançamento: 13 de novembro de 2009 - Gravadora: Phonag - Formatos: CD, digital download | 9                            | —                            | —                            | —                            | —                            |                                  |
| 2010                                                                                          | - Lançamento: 7 de maio de 2010 - Gravadora: Phonag - Formatos: CD, digital download      | 1                            | —                            | —                            | —                            | —                            |                                  |
| Wow                                                                                           | - Lançamento: 5 de novembro de 2010 - Gravadora: Phonag - Formatos: CD, digital download  | 7                            | —                            | —                            | —                            | —                            |                                  |
| 2011                                                                                          | - Lançamento: 27 de maio de 2011 - Gravadora: Phonag - Formatos: CD, digital download     | 1                            | —                            | —                            | —                            | —                            | - IFPI SWI: Platina              |
| Welcome to DJ Antoine                                                                         | - Lançamento: 12 de agosto de 2011 - Gravadora: Kontor - Formatos: CD, digital download   | —                            | 16                           | 77                           | 74                           | 8                            |                                  |
| Sky Is the Limit                                                                              | - Lançamento: 25 de janeiro de 2013 - Gravadora: Phonag - Formatos: CD, digital download  | 1                            | 2                            | —                            | —                            | 6                            | - IFPI SWI: Platina - BVMI: Ouro |
| We Are the Party                                                                              | - Lançamento: 29 de agosto de 2014 - Gravadora: Phonag - Formatos: CD, digital download   | 1                            | —                            | —                            | —                            | —                            |                                  |
| Provocateur                                                                                   | - Lançamento: 18 de março de 2016 - Gravadora: Kontor - Formatos: CD, digital download    | 5                            | 13                           | —                            | —                            | 26                           |                                  |
| The Time Is Now                                                                               | - Lançamento: 9 de novembro de 2018 - Gravadora: Phonag - Formatos: CD, digital download  | 22                           | —                            | —                            | —                            | —                            |                                  |
| "—" indica que a gravação não foi incluída nas paradas ou não foi distribuída naquela região. |                                                                                           |                              |                              |                              |                              |                              |                                  |

## Singles

### Como artista principal
| Título                                                                                        | Ano  | Posições em paradas músicais | Posições em paradas músicais | Posições em paradas músicais | Posições em paradas músicais | Posições em paradas músicais | Posições em paradas músicais | Certificações                             | Álbum                      |
| Título                                                                                        | Ano  | SUI                          | AUT                          | BEL                          | FRA                          | ALE                          | HOL                          | Certificações                             | Álbum                      |
| --------------------------------------------------------------------------------------------- | ---- | ---------------------------- | ---------------------------- | ---------------------------- | ---------------------------- | ---------------------------- | ---------------------------- | ----------------------------------------- | -------------------------- |
| "Funky Kitchen Club (I'll Remain)"                                                            | 2008 | 46                           | —                            | —                            | —                            | —                            | —                            |                                           | Stop!                      |
| "Stop!"                                                                                       | 2008 | 58                           | —                            | —                            | —                            | —                            | —                            |                                           | Stop!                      |
| "Apologize"                                                                                   | 2008 | 16                           | —                            | —                            | —                            | —                            | —                            |                                           | Stop!                      |
| "Can't Fight This Feeling" (vs. Mad Mark)                                                     | 2008 | 37                           | —                            | —                            | —                            | —                            | —                            |                                           | 2008                       |
| "Underneath"                                                                                  | 2008 | 59                           | —                            | —                            | —                            | —                            | —                            |                                           | 2008                       |
| "Pump Up the Volume" (vs. Mad Mark)                                                           | 2008 | 30                           | —                            | —                            | —                            | —                            | —                            |                                           | A Weekend At Hotel Campari |
| "In My Dreams"                                                                                | 2009 | 48                           | —                            | —                            | —                            | —                            | —                            |                                           | 2009                       |
| "I Promised Myself"                                                                           | 2009 | 40                           | —                            | —                            | —                            | —                            | —                            |                                           | 2009                       |
| "One Day, One Night" (featuring Mish)                                                         | 2009 | 20                           | —                            | —                            | —                            | —                            | —                            |                                           | Superhero?                 |
| "Every Breath"                                                                                | 2009 | 10                           | 22                           | —                            | —                            | —                            | —                            |                                           | 17900                      |
| "S'Beschte" (featuring MC Roby Rob)                                                           | 2009 | 95                           | —                            | —                            | —                            | —                            | —                            |                                           | 17900                      |
| "Move On Baby"                                                                                | 2010 | —                            | —                            | 12                           | —                            | —                            | —                            |                                           | 2010                       |
| "Welcome to St. Tropez" (vs. Timati featuring Kalenna)                                        | 2011 | 2                            | 4                            | 9                            | 7                            | 3                            | 10                           | - IFPI SWI: 3× Platina - BVMI: 3× Ouro    | 2011                       |
| "Sunlight" (featuring Tom Dice)                                                               | 2011 | 10                           | 51                           | 8                            | —                            | 85                           | 93                           | - IFPI SWI: Ouro - BEA: Ouro              | 2011                       |
| "Ma Chérie" (featuring The Beat Shakers)                                                      | 2011 | 2                            | 2                            | 35                           | 73                           | 6                            | —                            | - IFPI SWI: 4× Platina - BVMI: 2× Platina | Welcome to DJ Antoine      |
| "Shake 3x" (vs. Rene Rodrigezz featuring MC Yankoo)                                           | 2012 | —                            | 31                           | —                            | —                            | 63                           | —                            |                                           | Welcome to DJ Antoine      |
| "Broadway" (vs. Mad Mark)                                                                     | 2012 | —                            | —                            | —                            | —                            | 94                           | —                            |                                           | Welcome to DJ Antoine      |
| "Bella Vita"                                                                                  | 2013 | 1                            | 5                            | —                            | 57                           | 15                           | 91                           | - IFPI SWI: Platina - BVMI: Ouro          | Sky Is the Limit           |
| "Sky Is the Limit" (vs. Mad Mark)                                                             | 2013 | 7                            | 8                            | —                            | —                            | 15                           | —                            |                                           | Sky Is the Limit           |
| "House Party" (vs. Mad Mark featuring B-Case and U-Jean)                                      | 2013 | 40                           | 22                           | —                            | —                            | 44                           | —                            |                                           | Sky Is the Limit           |
| "Crazy World" (vs. Mad Mark)                                                                  | 2013 | —                            | 63                           | —                            | —                            | —                            | —                            |                                           | Sky Is the Limit           |
| "Light It Up"                                                                                 | 2014 | 29                           | 54                           | —                            | —                            | 53                           | —                            |                                           | We Are the Party           |
| "Go With Your Heart" (with Mad Mark featuring Temara Melek and Euro)                          | 2014 | 50                           | 75                           | —                            | —                            | —                            | —                            |                                           | We Are the Party           |
| "We Are the Party" (vs. Mad Mark featuring X-Stylez and Two-M)                                | 2014 | —                            | 62                           | —                            | —                            | —                            | —                            |                                           | We Are the Party           |
| "Wild Side" (vs. Mad Mark featuring Jason Walker)                                             | 2015 | 56                           | —                            | —                            | —                            | —                            | —                            |                                           | We Are the Party           |
| "Holiday" (featuring Akon)                                                                    | 2015 | 8                            | 9                            | 46                           | 120                          | 18                           | —                            | - BVMI: Ouro                              | Provocateur                |
| "Thank You"                                                                                   | 2016 | 42                           | 75                           | —                            | —                            | —                            | —                            |                                           | Provocateur                |
| "Weekend Love" (featuring Jay Sean)                                                           | 2016 | 23                           | 71                           | —                            | —                            | 85                           | —                            |                                           | Provocateur                |
| "La Vie En Rose"                                                                              | 2017 | 47                           | —                            | —                            | —                            | —                            | —                            |                                           | The Time Is Now            |
| "I Love Your Smile" (with Dizkodude featuring Sibbyl)                                         | 2017 | 95                           | —                            | —                            | —                            | —                            | —                            |                                           | The Time Is Now            |
| "El Paradiso" (featuring Armando and Jimmi the Dealer)                                        | 2018 | 81                           | —                            | —                            | —                            | —                            | —                            |                                           | The Time Is Now            |
| "Ole Ole" (featuring Karl Wolf and Fito Blanko)                                               | 2018 | 60                           | —                            | —                            | —                            | —                            | —                            |                                           | The Time Is Now            |
| "Yallah Habibi" (with Sido and Moe Phoenix)                                                   | 2018 | 36                           | —                            | —                            | —                            | 67                           | —                            |                                           | The Time Is Now            |
| "—" indica que a gravação não foi incluída nas paradas ou não foi distribuída naquela região. |      |                              |                              |                              |                              |                              |                              |                                           |                            |

## Remixes
- 2011: Remady feat. Manu-L - The Way We Are
- 2010: Wally Lopez - Seven Days and One Week
- 2010: Tom Piper & Ryan Riback - The Police (The Fuzz)
- 2010: Patrick Hagenaar - We Feel The Same
- 2010: I'm Not A Superstar - DJ Antoine
- 2010: Remady feat. Craig David - Do It On My Own
- 2010: Timati feat. Snoop Dogg - Groove On
- 2010: Wawa & Houseshaker - On My Mind
- 2010: Remady - Give me a Sign
- 2009: Mad Mark & Ron Carroll - Fly With Me
- 2009: Marchi's Flow vs Love feat. Miss Tia - Feel The Love
- 2009: Sarah Mattea - Heart On Fire
- 2009: Club 31 feat. Jeremy Carr - Your Touch
- 2009: Syke n' Sugarstarr feat. Bonny Ferrer - Toda A Minha Vida
- 2009: Niels Van Gogh vs 3,0 Eniac - Pulverturm
- 2008: Alexey Romeo & Jet Júri - Tango
- 2008: Disco Dados - A Carta
- 2008: Eddie Thoneick - Watcha Want
- 2008: Mr. P! Nk feat. Scream Dorian - Angel
- 2008: Exit Osaka - Hold On
- 2008: Mike De Ville - If You Believe Me
- 2007: Player & Remady feat. MC Roby Rob - This Picture
- 2007: Player & Remady feat. MC Roby Rob - Work
- 2007: Hardsoul feat. Lewis Berget - Deep Inside
- 2007: Roger Sanchez - Not Enough
- 2007: Ben Delay pres. Sugarland - I Wanna Know
- 2007: Mixmaster feat Marc Vane pres. Bear Who - Boom Boom Room
- 2006: Funky Junction vs Splashfunk feat. Ross Giusy - Push It
- 2006: Mischa Daniels - Take Me Higher
- 2006: Chocolate Puma - Always & Forever
- 2006: Funky Junction vs Splashfunk - HouseMuzik
- 2005: Air Knee - Night Of The Nights
- 2005: Philippe B - Can You Feel It
- 2002: CR2 - I Believe
- 2000: Master Freakz - Let Yourself Go
- 2000: Dos Sombreros - Vacaciones